# Сартори, Алессио
Алессио Сартори (итал. Alessio Sartori, род. 13 ноября 1976, Террачина, Лацио) — итальянский гребец, чемпион летних Олимпийских игр 2000 года и призёр Игр 2004 и 2012 годов, трёхкратный чемпион мира, двукратный чемпион Средиземноморских игр, призёр этапов Кубка мира, многократный чемпион Италии.

## Биография
На международном юниорском уровне первую значимую награду Сартори завоевал в 1993 году, став серебряным призёром мирового первенства в соревнованиях одиночек, уступив в решающем заезде норвежцу Фредрику Беккену. В 1994 году итальянский гребец завоевал золото молодёжного чемпионата мира в одиночках, а спустя месяц Алессио в составе четвёрки парной завоевал первое место на взрослом чемпионате мира в Индианаполисе. В 1995 году итальянская четвёрка с Сартори в составе смогла защитить титул чемпионов мира. В дальнейшем Сартори ещё четырежды попадал в число призёров мировых первенств в различных классах, однако победа в 1998 году осталась для него последней.
Несмотря на удачные выступления в предолимпийские сезоны итальянская четвёрка парная не смогла попасть в число призёров на летних Олимпийских играх 1996 года в Атланте. Итальянский экипаж уверенно преодолел предварительный этап и полуфинал, однако в решающем заезде они не только значительно проиграли чемпионам Игр из Германии, но и полсекунды уступили в борьбе за бронзу австралийским гребцам. В 1998 году Сартори в составе четвёрки парной в третий раз стал чемпионом мира.
Олимпийские игры 2000 года в Сиднее сложились для Сартори намного успешнее предыдущих. Итальянский экипаж вновь выиграл оба предварительных заезда в четвёрках парных, при этом установив в полуфинале новое лучшее олимпийское время. В финале итальянцы на второй половине дистанции смогли выйти в лидеры и уже не упустили победу, став олимпийскими чемпионами. На летние Олимпийские игры 2004 года Сартори квалифицировался в составе двойки парной. Партнёром Алессио по экипажу стал член «золотой» четвёрки 2000 года Россано Гальтаросса. Итальянская двойка смогла выиграть свои заезды на предварительном раунде и в полуфинале, установив при этом новый олимпийский рекорд. В решающем заезде Сартори и Гальтаросса лидировали на протяжении всей дистанции, однако на финише их обошли двойки из Франции и Словении.
На летних Олимпийских играх 2008 года в Пекине Сартори выступал в составе четвёрки распашной без рулевого. Итальянский экипаж крайне неудачно выступил на турнире, сумев пробиться лишь в финал B, где занял в нём 5-е место, а также 11-е в итоговой таблице. К Играм 2012 года Сартори вернулся в соревнования двоек парных. В Лондоне Алессио выступил в паре с дебютантом Олимпийских игр Романо Баттисти. По ходу соревнований итальянский экипаж показывал не самые сильные результаты, тем не менее смог пробиться в финал соревнований. По ходу решающего заезда Сартори и Баттисти наращивали темп и за 500 метров до финиша лидировали, однако мощный финишный спурт новозеландцев Натана Коэна и Джозефа Салливана позволил итальянским гребцам стать обладателями только серебряных наград.
После окончания Игр в Лондоне Сартори принял участие в чемпионате Европы, где вместе с Баттисти стал обладателем серебряной награды, а затем завершил спортивную карьеру и начал тренировать молодых гребцов, однако затем вернулся в греблю, надеясь выступить в соревнованиях четвёрок парных на своих шестых Олимпийских играх. Для попадания в число участников Олимпийских игр в Рио-де-Жанейро итальянской лодке необходимо было попасть в двойку сильнейших по итогам финальной квалификационной регаты. В упорной борьбе итальянская четвёрка уступила гребцам из Канады и Новой Зеландии и лишилась возможности выступить на Играх 2016 года. Упустив возможность попасть на Олимпийские игры 39-летний Сартори завершил спортивную карьеру.
С 2017 года является заместителем мэра коммуны Сабаудия, занимаясь вопросами спорта и работой с молодёжью.

## Личная жизнь
- Женат, есть двое детей — Маттео и Моника[5].
- Двоюродный брат — Маттео Лодо — бронзовый призёр Игр 2016 года в соревнованиях четвёрок распашных без рулевого.